# Mobitwin
Mobitwin of de Minder Mobielen Centrale (MMC) is een Belgisch/Vlaamse dienstverleningsvorm, meer bepaald een vervoersdienst van Mpact. Hierbij brengen vrijwilligers met hun eigen privévoertuig, minder mobiele mensen wegens gezondheidsbeperkingen en/of laag inkomen (bejaarden, personen met handicap, enz.) uit hun eigen omgeving naar allerhande bestemmingen, vooral in functie van sociaal contact. Sommige MMC's beschikken over een aangepast voertuig voor rolstoelgebruikers dat de aangesloten vrijwillige chauffeurs onder bepaalde voorwaarden mogen gebruiken.
Het concept van de MMC zag halfweg de jaren 1990 het levenslicht en werd door toenmalig Vlaams minister, Wivina Demeester-De Meyer, van Financiën en Begroting, Gezondheidsinstellingen, Welzijn en Gezin bekrachtigd met financiële overheidssteun vanwege de Vlaamse Gemeenschap.
Naast centrales in het Vlaams Gewest zijn er ook MMC's opgericht in het Brussels Hoofdstedelijk Gewest.
Minder Mobielen Centrales kunnen verbonden zijn aan een gemeente, OCMW, ziekenfonds of onafhankelijke vereniging zonder winstoogmerk. Taxistop is de overkoepelende organisatie en is een vereniging die verschillende (alternatieve) praktische oplossingen aanreikt dicht bij de mensen voor allerhande kleine of grote mobiliteitsvraagstukken. Gezien de inkomensvoorwaarde waaraan de gebruikers moeten voldoen is er ook nauwelijks of geen concurrentie met gewone taximaatschappijen.
In sommige steden (zoals Oostende) bestaat de mogelijkheid om tot een bepaald bedrag (75 euro) gratis gebruik te maken van hun dienstverlening, via taxicheques en een legitimatiekaart. Dit recht kan men ook gebruiken voor taxi en ziekenvervoer.